# 檀香山動物園
檀香山動物園（英語：Honolulu Zoo）位於美國夏威夷檀香山的卡皮歐拉尼公園，是一座面積達42.5英畝（17.2公頃）的動物園。
2015年上映的電影《侏羅紀世界》曾到此取景拍攝。

## 外部連結
- 官方網站 （页面存档备份，存于）（英文）